# مسجد ازیران
مسجد ازیران مربوط به دوره ایلخانان  است که در شهرستان اصفهان، روستای ازیران در سی کیلومتری شرق اصفهان جای گرفته‌است. و این اثر در تاریخ ۱ دی ۱۳۴۸ با شمارهٔ ثبت ۸۹۰ به‌عنوان یکی از آثار ملی ایران به ثبت رسیده‌است.
این مسجد از جمله مسجدهای چهار ایوانی است که دارای گنبد آجری، محراب گچبری شده و یک سنگ‌نوشته به خط کوفی و نقوش هنرمندانه است.